# Сегонзак, Андре де
Андре Дюнуайе де Сегонзак (фр. André Dunoyer de Segonzaс; 7 июля 1884, Бусси-Сент-Антуан, Эссонна — 17 сентября 1974, Париж) — французский художник, график и иллюстратор. Являлся одним из крупнейших представителей реалистической живописи во Франции в период между двумя мировыми войнами.

## Биография
Сегонзак родился в Бусси-Сент-Антуан и провёл детство в Париже. Его родители хотели, чтобы он учился в военной академии, но, признав его большой интерес к рисованию, они согласились на то, чтобы он стал художником. В 1900 году Андре Сегонзак поступает в парижскую Школу изобразительного искусства. В 1903 он становится учеником в художественной мастерской Люка-Оливье Мерсона. В 1907 году он учится у Жан-Поля Лорана и посещает Академию Ла Паллетт на Монпарнасе. Впервые рисунки Сегонзака публикуются в 1908 году в журналах «Ла Гранд Ревью» и «Ле Темуан». В том же году состоялась его первые выставки в парижских Осеннем салоне и Салоне Независимых. Свои картины художник пишет в реалистической манере.
За несколько лет перед Первой мировой войной Сегонзак снимает дом близ Сен-Тропе и пишет там в летние месяцы пейзажи. Любовь к ландшафтам южной Франции художник сохраняет на всю жизнь. В 1910 году мастер знакомится с модельером Полем Пуаре и с художниками Максом Жакобом, Раулем Дюфи и Морисом де Вламинком. В период между 1910 и 1914 годами художник много путешествует; он посещает Италию, Испанию и Северную Африку, интересуется танцами, которые старается отобразить на холсте. Во время Первой мировой войны Сегонзак служит с 1914 по 1918 год в пехотных частях французской армии. Его многочисленные военные зарисовки имеют не только художественную, но и историческую ценность.
После окончания войны художник участвует в многочисленных выставках, в том числе и в Парижских салонах. В 1920 году происходит выставка его работ в Лондоне. В 1921 он заводит знакомство с Полем Валери, Жаном Кокто и Леоном-Полем Фаргом; с 1930 года — Сегонзак дружен с Андре Дереном. В 1928 году он совершает выставочное турне по США, завершившееся полным успехом. В 1933 мастер удостаивается премии фонда Карнеги в Питтсбурге, в 1934 году он завоёвывает премию на венецианском биеннале. В 1938 проходит выставка его полотен в Чикаго, в 1939 — в Лондоне, в 1949—1950 годах — в Париже и Базеле, в 1951 — в Женеве, в 1959 — в Королевской академии в Лондоне. В том же году А. Сегонзак участвует в выставке современного искусства documenta II в Касселе. В 1969 году вновь следует выставка в Лондоне, а в 1972 — в Париже. После окончания Второй мировой войны художник занимается в основном абстрактной графикой.
В 1947 году А. де Сегонзак становится членом британской Королевской академии. С 1948 года он — член-корреспондент Королевской академии Бельгии.